# دينيس بارسونز بوركيت
دينيس بارسونز بوركيت (بالإنجليزية: Denis Parsons Burkitt)‏‏ (28 فبراير 1911 - 23 مارس 1993) زميل الجمعية الملكية، هو جراح بريطاني لعبَ دورًا مُهمًا في تقدم الصحة، مثل مسببات سرطان الأطفال والذي يُعرف باسم لمفوما بيركت، واكتشفَ أنَّ معدلات سرطان القولون أعلى في الأشخاص الذين يأكلون الألياف الغذائية.